# Palazzo Burri Gatti
Palazzo Burri Gatti è un palazzo storico dell'Aquila.

## Storia
L'edificazione del palazzo è riconducibile alla seconda metà del XV secolo; l'edificio presenta infatti alcuni caratteristiche planimetriche dell'architettura del Quattrocento aquilano di gusto toscano. Ampliato già nel XVI secolo, l'edificio venne poi largamente rimaneggiato nei secoli successivi, soprattutto nel XVIII secolo in seguito al terremoto dell'Aquila del 1703.

## Descrizione
Situato nel quarto di Santa Maria, il palazzo presenta una pianta quadrangolare con corte centrale e si sviluppa su tre livelli. 
La facciata principale è rivolta verso il corso Vittorio Emanuele, cardo dell'urbanistica cittadina, ed è caratterizzata da alcuni particolari di gusto rinascimentale come ad esempio il portale d'ingresso con imbotto quadrangolare ornato con stemma a nastri svolazzanti, databile al XV secolo ma ristrutturato nel Settecento. Altri motivi di carattere rinascimentale sono la bifora tamponata al piano nobile e le rimanenze di un loggiato al secondo piano; il resto degli imbotti è databile al XVIII secolo.
Dal portale si accede ad un androne che conduce alla corte quadrata centrale, occupato su due lati da un porticato e sui restanti due dallo scalone monumentale che conduce al piano superiore, particolarità presente anche nella vicina casa di Jacopo di Notar Nanni.